# Un milione di piccole cose
Un milione di piccole cose (A Million Little Things) è una serie televisiva statunitense creata da D.J. Nash, di genere drammatico e trasmessa dal 26 settembre 2018 al 3 maggio 2023 dal network ABC.
In Italia è stata trasmessa dal 24 agosto 2021 su Rai 2. Dal 4 novembre seguente la prima TV della serie si sposta su Rai Premium.

## Trama
Un gruppo di amici per varie ragioni si trovano in un momento di stanca della propria vita. Quando uno di loro, Jon, muore, gli altri leggono questo evento come occasione per risvegliarsi e tornare a vivere. Eddie è un ex cantante di una band, insegnante di musica, padre casalingo, alcolizzato in via di guarigione, che ha problemi coniugali con la moglie Katherine, avvocato che fatica a bilanciare famiglia e carriera. Rome è un regista di spot che avrebbe voluto di più dalla vita ed è sposato con Regina, chef che vuole aprire un proprio ristorante. Gary è un sopravvissuto al cancro al seno, così come la sua ragazza Maggie, terapeuta. Delilah è la vedova di Jon. Ashley è l'assistente di Jon.

## Episodi
| Stagione         | Episodi | Prima TV USA | Prima TV Italia |
| ---------------- | ------- | ------------ | --------------- |
| Prima stagione   | 17      | 2018-2019    | 2021            |
| Seconda stagione | 19      | 2019-2020    | 2021            |
| Terza stagione   | 18      | 2020-2021    | 2021            |
| Quarta stagione  | 20      | 2021-2022    | 2023            |
| Quinta stagione  | 13      | 2023         | 2023            |

## Personaggi e interpreti

### Principali
- Eddie Saville, interpretato da David Giuntoli,[10] doppiato da Andrea Mete.
- Rome Howard, interpretato da Romany Malco,[11] doppiato da Alessandro Quarta.
- Gary Mendez, interpretato da James Roday,[12][13] doppiato da Stefano Crescentini.
- Maggie Bloom, interpretata da Allison Miller,[14] doppiata da Eleonora Reti.
- Regina Howard, interpretata da Christina Moses,[15] doppiata da Rachele Paolelli.
- Katherine Kim, interpretata da Grace Park,[16][17][18] doppiata da Federica De Bortoli.
- Delilah Dixon, interpretata da Stephanie Szostak,[19] doppiata da Stella Musy.
- Theo Saville, interpretato da Tristan Byon,[20][21] doppiato da Alessio Aimone (1x01 - 5x06) e da Valeriano Corini (5x07 - 5x11).
- Sophie Dixon, interpretata da Lizzy Greene,[22] doppiata da Vittoria Bartolomei.
- Daniel "Danny" Dixon, interpretato da Chance Hurstfield.[21]

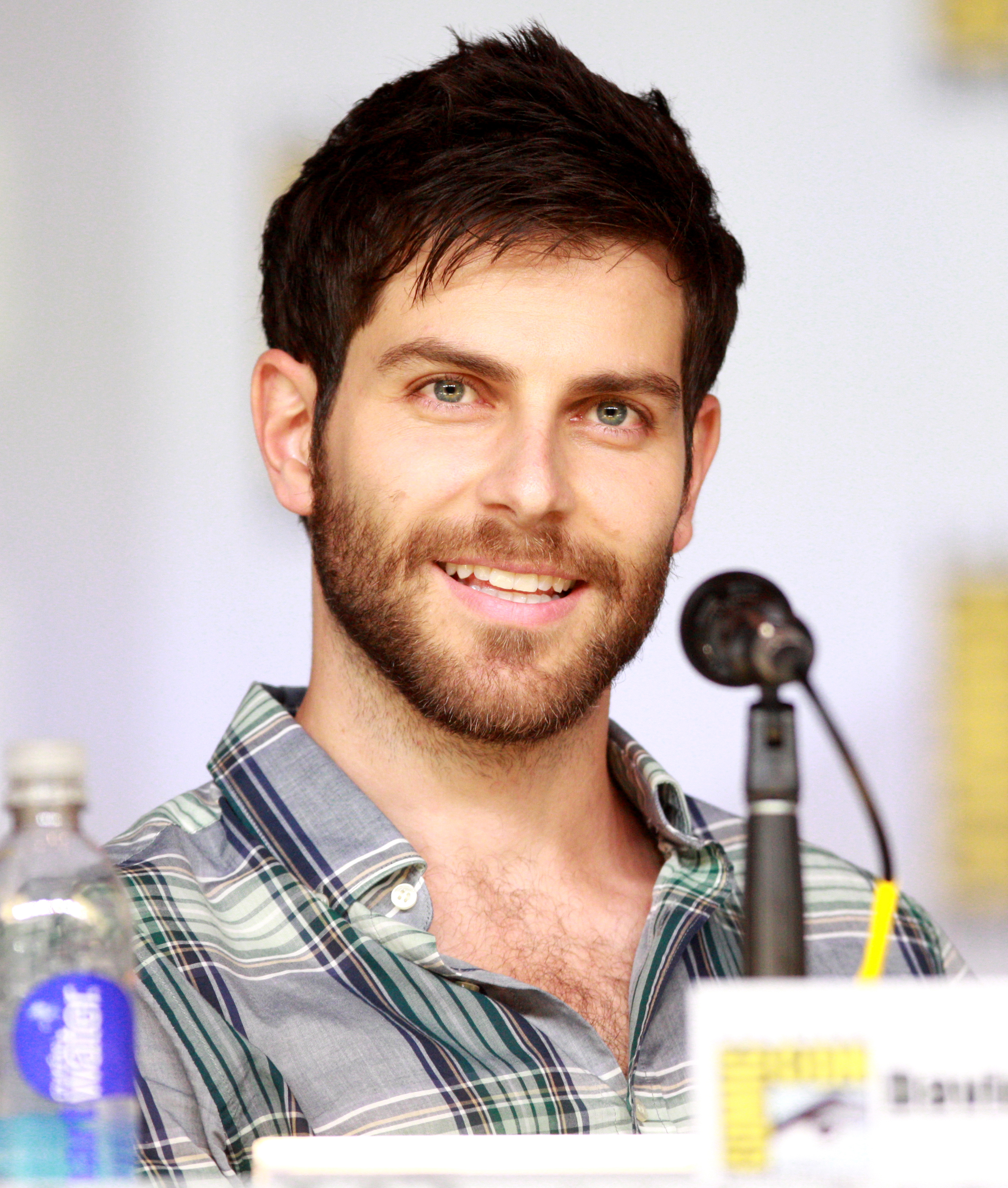
David Giuntoli
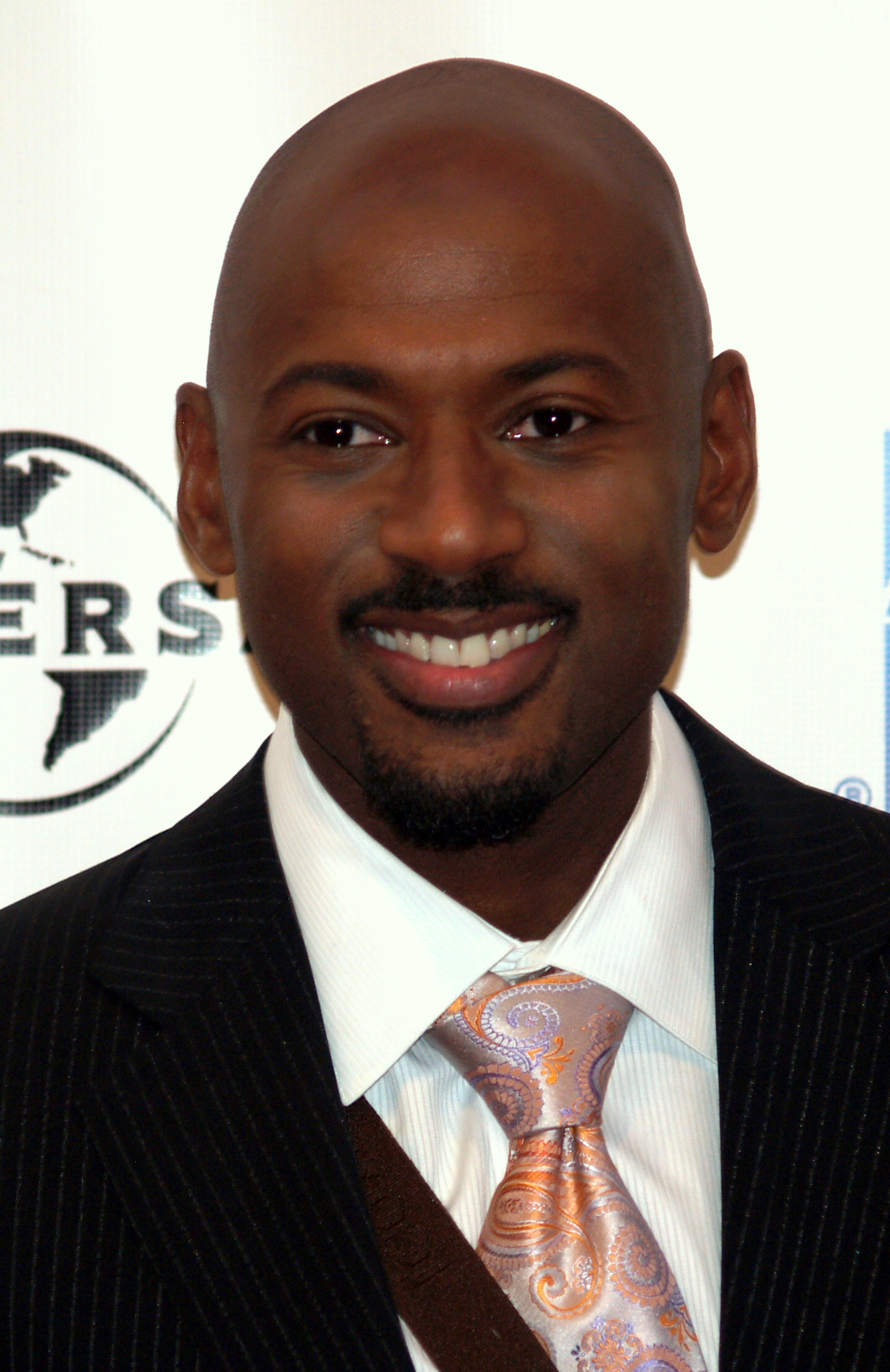
Romany Malco
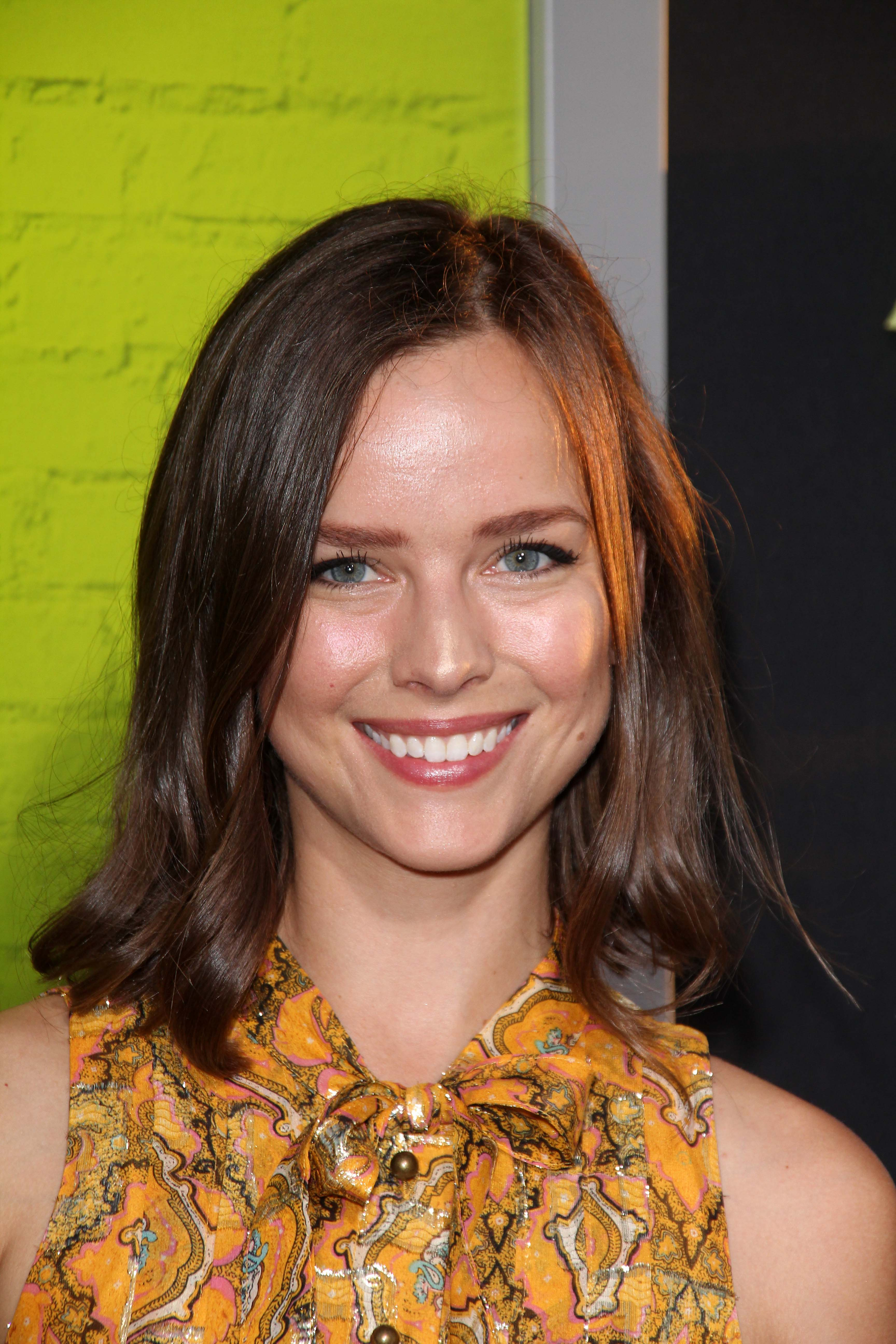
Allison Miller
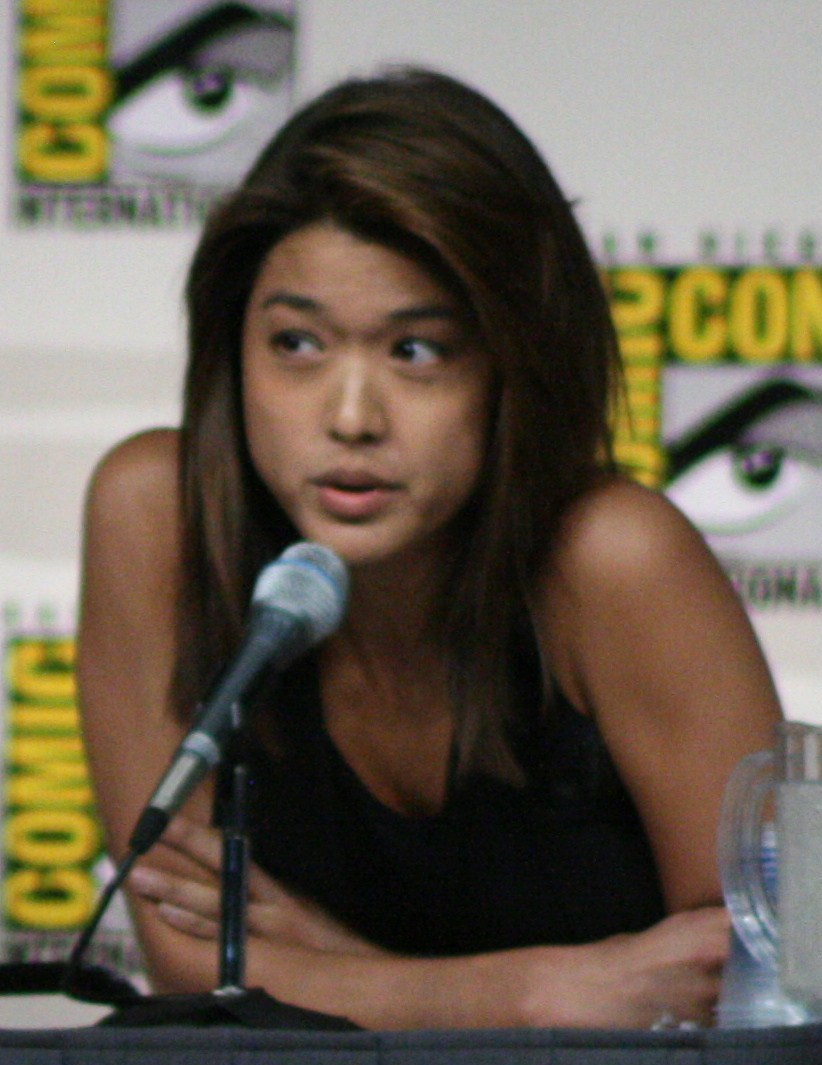
Grace Park
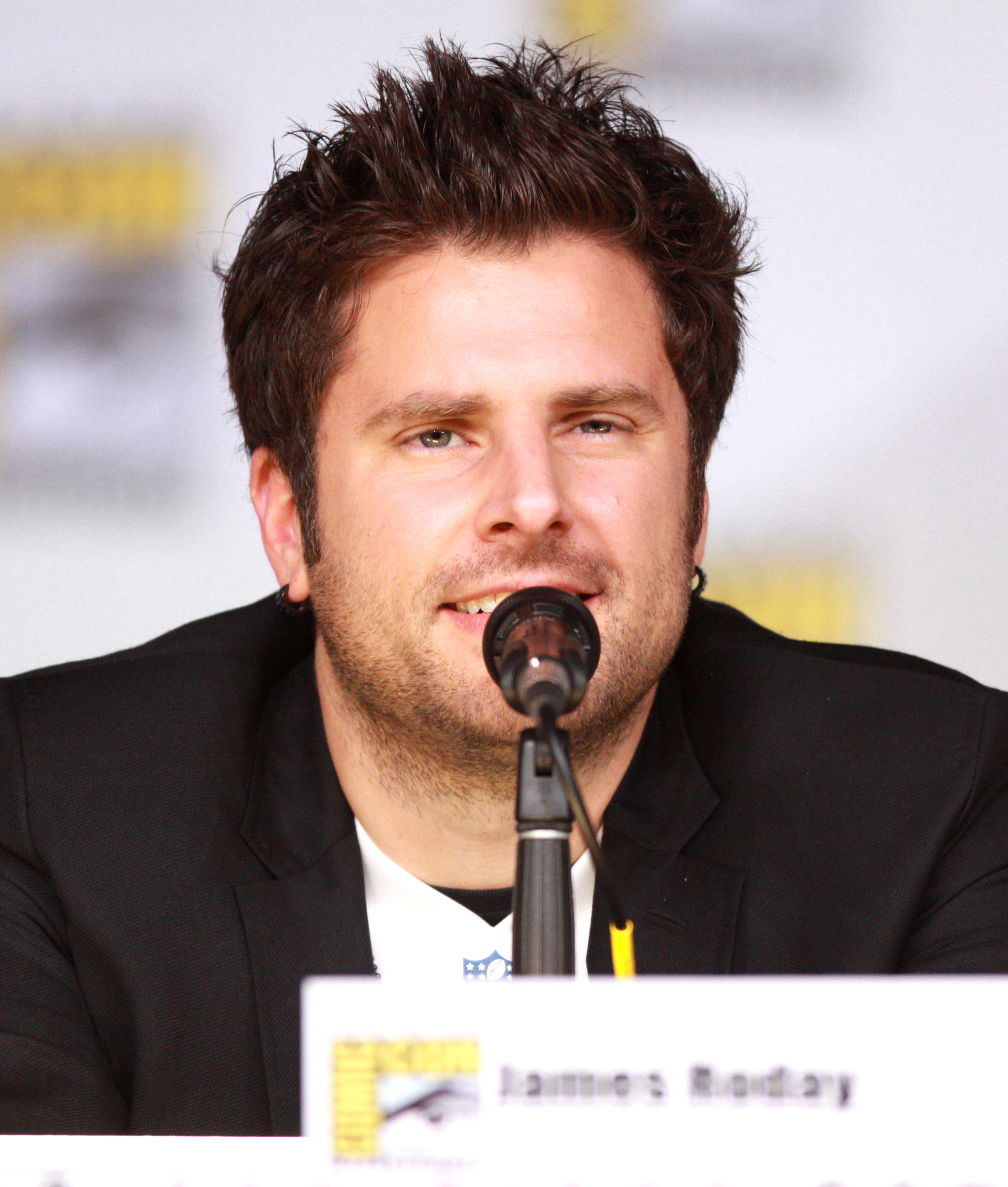
James Roday
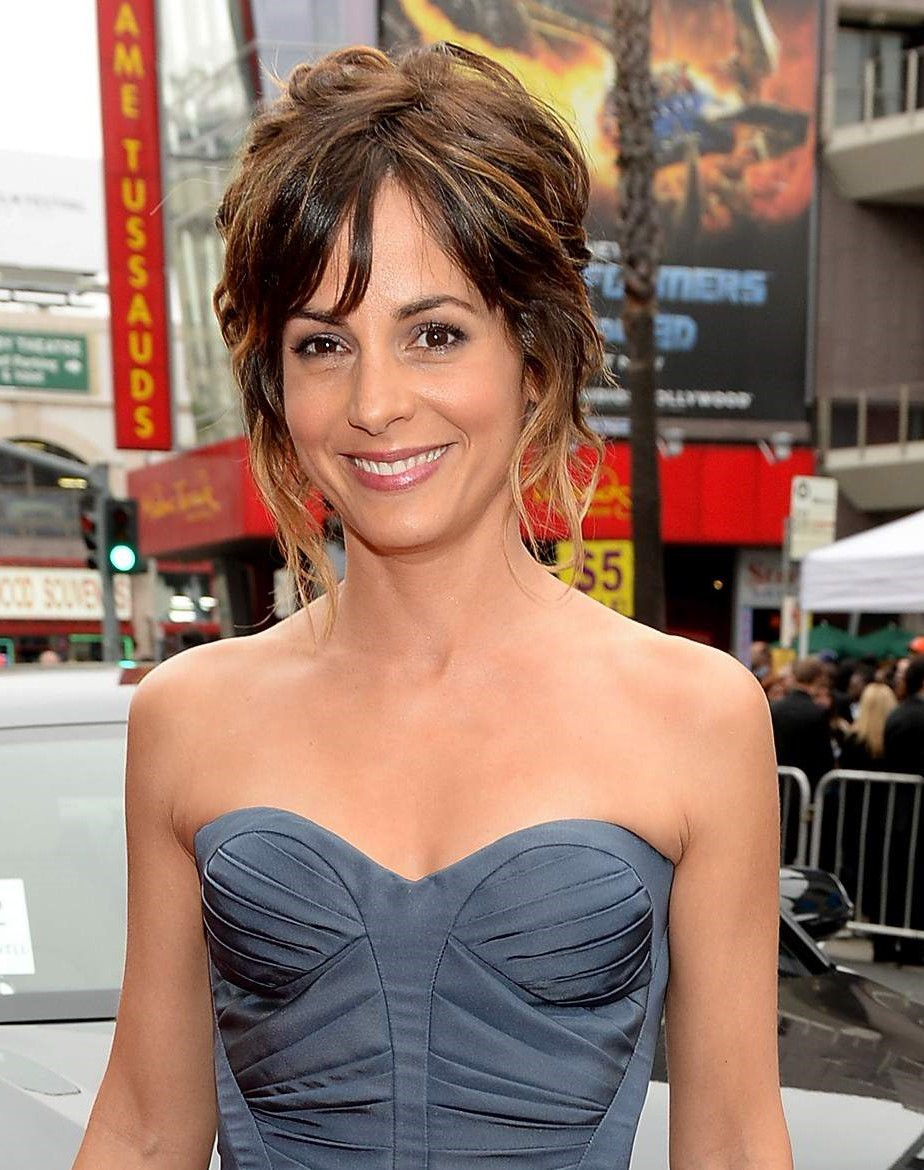
Stéphanie Szostak

### Ricorrenti
- Jonathan "Jon" Dixon, interpretato da Ron Livingston,[23] doppiato da Massimo De Ambrosis.
- Ashley Morales, interpretata da Christina Ochoa.[24]
- Tom, interpretato da Sam Huntington.[25][26]

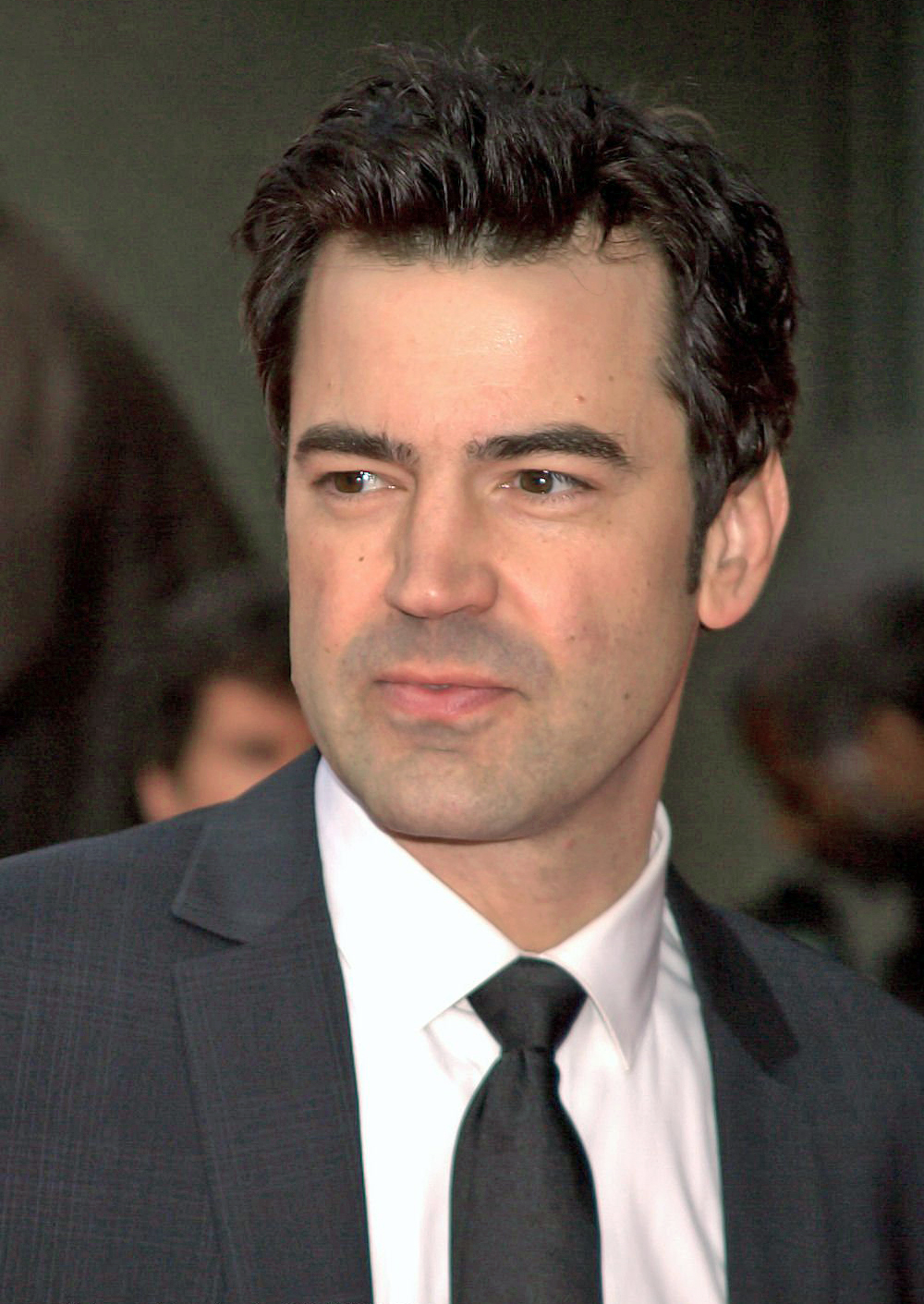
Ron Livingston
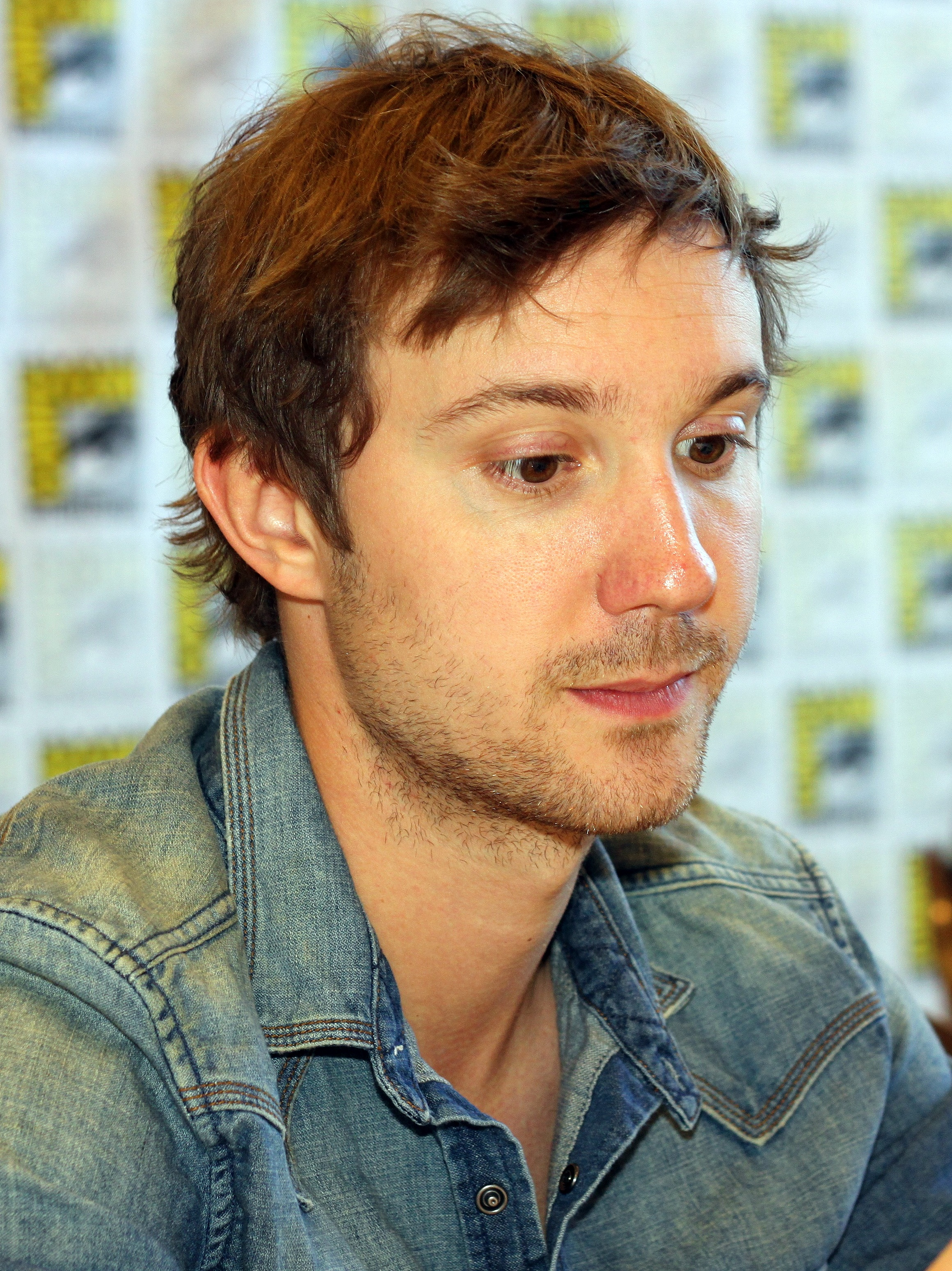
Sam Huntington

## Produzione

### Sviluppo
(L'ideatore D. J. Nash riguardo alla serie.)
Il 18 agosto 2017, venne annunciata una serie televisiva intitolata A Million Little Things, con l'ordine di un episodio pilota, scritto e prodotto da D. J. Nash, insieme ad Aaron Kaplan e Dana Honor. La serie è stata descritta come "essere nel tono de Il grande freddo", con il titolo tratto dal popolare adagio, "L'amicizia non è una grande cosa - è un milione di piccole cose". Nash ebbe l'idea per la serie dopo l'episodio pilota della sitcom Losing It, dicendo che:
ABC ordinò ufficialmente l'episodio nel gennaio del 2018, mentre la serie, il 9 maggio. Il 6 febbraio 2019, la serie viene rinnovata per una seconda stagione.

### Casting
Il 6 febbraio 2018, David Giuntoli venne scelto nel ruolo di Eddie. Una settimana dopo, Romany Malco venne scritturato per interpretare Rome. Alla fine del mese, Christina Ochoa si era unita al cast nel ruolo di Ashley, insieme ad Anne Son di Katherine, Christina Moses nel ruolo di Regina Howard, e James Roday nel ruolo di Gary. All'inizio di marzo del 2018, Stéphanie Szostak venne scelta per interpretare Delilah seguita da Lizzy Greene nel ruolo di Sophie Dixon. Lo stesso mese, entrò nel cast della serie anche Ron Livingston. Il 27 giugno 2018, Grace Park si unì al cast della serie nel ruolo di Katherine, in sostituzione di Anne Son.

### Riprese
La produzione dell'episodio pilota si è svolta dal 12 al 29 marzo 2018 a Vancouver, nella Columbia Britannica. Le riprese della prima stagione, invece, sono iniziate il 24 luglio 2018, sempre a Vancouver, e finite il 4 febbraio 2019.

## Promozione
Il 16 maggio 2018, venne pubblicato il trailer ufficiale della serie.

## Distribuzione
La serie viene trasmessa negli Stati Uniti in prima visione sul network ABC dal 26 settembre 2018.

### Trasmissione internazionale
In Turchia, la serie viene trasmessa sulla rete a pagamento Digiturk.

## Accoglienza
Sull'aggregatore di recensioni Rotten Tomatoes ha un indice di gradimento del 46% con un voto medio di 5,83 su 10, basato su 28 recensioni. Il commento consensuale del sito recita: "Nonostante un cast decente e alcuni elementi intriganti, Un milione di piccole cose si rompe sotto il peso delle proprie ambizioni emotivamente alte". Su Metacritic, invece ha un punteggio di 51 su 100, basato su 15 recensioni, indicando "recensioni miste o medie".